# Angela Klingler
Angela Klingler (* 18. Januar 1986) war bis 2014 eine aktive Schweizer Leichtathletin, spezialisiert auf den 400-Meter-Lauf und den 400-Meter-Hürdenlauf.
Klingler startete für die LG Küsnacht Erlenbach. In Erlenbach im Kanton Zürich aufgewachsen, wohnt sie heute in der Stadt Zürich. Sie  absolvierte an der Universität Zürich das Studium der Psychologie mit Schwerpunkt Motivation und arbeitet als Schulpsychologin.

## Erfolge
- 2007: U23 Schweizer Meisterin 400-Meter-Lauf, Basel
- 2007: Vize-Schweizer Meisterin 400-Meter-Lauf, Lausanne
- 2008: U23 Schweizer Meisterin 400-Meter-Hürdenlauf, Luzern
- 2008: Schweizer Hallenmeisterin 400-Meter-Lauf, St. Gallen
- 2009: Schweizer Meisterin 400-Meter-Hürdenlauf, Zürich
- 2010: 3. Rang an den Schweizer Meisterschaften im 400-Meter-Hürdenlauf, Lugano
- 2011: Vize-Schweizer Meisterin 400-Meter-Lauf, Basel
- 2011: 6. Rang Universiade 4-mal-400-Meter-Staffel, Shenzhen, China
- 2013: Vize-Schweizer Meisterin 400-Meter-Lauf, Luzern

## Persönliche Bestleistungen
- 400-Meter-Lauf: 54,51 s, 29. Juli 2007, Lausanne
- 400-Meter-Hürdenlauf: 59,73 s, 2. August 2009, Zürich
- Siebenkampf: 4514 Punkte, 23. August 2009, Aarau